# فرودینگی
 فرودینگی  (به انگلیسی: Bottomness) خصوصیت کوارک نوع پنجم دارای بار الکتریکی که ۳/۱- برابر بار بنیادی عدد کوانتوم فرودینه (فیزیک ذرات) ۱- بوده یا جرم آن ۳ برابر یک کوارک گیرایشی (Quark - Charmed) است.